# Something Beautiful (песня Майли Сайрус)
«Something Beautiful» — песня, записанная американской певицей Майли Сайрус для её девятого студийного альбома Something Beautiful. Выпущена 31 марта 2025 года лейблом Columbia Records.

## История
В ноябре 2024 года Сайрус рассказала в интервью Harper’s Bazaar, что работает над новым альбомом под названием Something Beautiful. Черпая вдохновение в концептуальном альбоме Pink Floyd 1979 года The Wall, Сайрус описала проект как визуальный альбом, сосредоточенный вокруг темы исцеления. Она начала анонсировать альбом 17 марта 2025 года, размещая обновленные видеоролики в социальных сетях и на своем сайте, а также проводя глобальные постерные кампании. Официально альбом был анонсирован 24 марта. 31 марта 2025 года песня «Something Beautiful» была выпущена вместе с визуальным видео на трек «Prelude», премьера которого состоялась на ее канале YouTube.

## Композиция
Сайрус выступила сопродюсером песни вместе с Паносом Косматосом, Ником Спайсером, Нейтом Болотином и Арамом Терцакианом.
Pitchfork описал «Something Beautiful» как «джазовую, пропитанную психопопом» песню. Variety отметила, что песня имеет «психопоповый припев, который нарастает». Stereogum написал, что песня «начинается как пышная, вязкая баллада, а затем взрывается рваными аккордами и шумными саксофонами. Когда вступает припев, Сайрус переключается с дерзкой, наглой подачи на искаженный писк».

## Музыкальное видео
Музыкальный видеоклип для песни «Something Beautiful» вышел 31 марта 2025 года.
Режиссерами клипа на песню выступили Сайрус, Джейкоб Биксенман и Брендан Уолтер. Оператором выступил бельгийский кинооператор Бенуа Деби. Variety назвал клип «элегантным». В клипе Сайрус «марширует по складу в меховой зеленой куртке и поет под вкрадчивую басовую линию». Stereogum отметил, что в клипе она «принимает позы рок-звезды».
В песне «Something Beautiful» Сайрус выходит на затемненную сцену и поет: «Скажи мне что-нибудь красивое сегодня вечером, пока твои губы не посинеют/ Сказав, что я не хочу говорить об этом слишком долго, детка, теперь я думаю, что хочу». Несмотря на более медленное начало, «Something Beautiful» вскоре становится более энергичной, так как Сайрус поет текст песни под искаженную гитару и визуальные эффекты взрывов, включая вспышки огней, дождем искр падающих на нее и ее группу. Сайрус одета в еще один ансамбль Mugler, не такой как в «Prelude» на этот раз оригинальный, созданный на заказ Кейси Кадвалладером из Дома мод Тьери Мюглера.

## Чарты
| Чарт (2025)                                | Высшая позиция |
| ------------------------------------------ | -------------- |
| США (Rock Digital Song Sales, Billboard)   | 12             |
| США (Hot Rock Alternative Song, Billboard) | 47             |